# Стур-Эльвдал
Стур-Эльвдал (норв. Stor-Elvdal) — коммуна в губернии Хедмарк в Норвегии. Административный центр коммуны — город Коппанг. Официальный язык коммуны — букмол. Население коммуны на 2007 год составляло 2680 чел. Площадь коммуны Стур-Эльвдал — 2165,97 км², код-идентификатор — 0430.

## История населения коммуны
Население коммуны за последние 60 лет.

Статистика коммуны Стур-Эльвдал